# Metro
O metro (símbolo: m) é a unidade de medida de comprimento do Sistema Internacional de Unidades. É definido tomando o valor numérico fixado da velocidade da luz no vácuo, c, igual a 299 792 458 quando expressa em m s–1, o segundo sendo definido em função de ΔνCs.

## História
A origem da palavra metro é o termo grego μέτρον (metron) que quer dizer medida.
A ideia de um sistema de medidas unificado foi implementada pela primeira vez na França, na época da Revolução Francesa. A existência de diferentes sistemas de medidas foi uma das causas mais frequentes de litígios entre comerciantes, cidadãos e cobradores de impostos. Com o país unificado, uma moeda única e um mercado nacional também unificado, havia um forte incentivo econômico para romper com essa situação e padronizar um sistema de medidas. O problema constante não eram somente as diferentes unidades, mas, principalmente, os diferentes tamanhos das unidades. Ao invés de simplesmente padronizar o tamanho das unidades existentes, os líderes da Assembleia Nacional Constituinte Francesa decidiram que deveria ser adotado um sistema completamente novo.
Em 1789, cada país tinha suas próprias unidades de pesos e medidas com valores diferentes, mas na França cada região possuía suas próprias unidades. No reinado de Carlos Magno todas as medidas eram uniformes em seu vasto reino, mas isso começou a mudar, aparentemente devido ao feudalismo, onde cada senhor feudal alterava as medidas em suas terras conforme seus interesses.
Em 8 de maio de 1790 a Assembleia Nacional Constituinte Francesa se pronunciou a favor de um sistema de medidas uniforme e simples, que pudesse ser adotado pelo mundo todo. Segundo o decreto, a Academia de Ciências de Paris em conjunto com a Sociedade Real de Londres deveria determinar a unidade natural de medida e deduzir um modelo invariável para todas as medidas e pesos. A unidade de base seria o comprimento do pêndulo que bate a cada segundo.
Em 26 de junho 1862 O Sistema Métrico Francês é adotado no Brasil.

### Meridiano Terrestre

Em 1793 foi definido que o metro seria a décima milionésima parte da distância da linha do Equador ao polo norte

O Governo Francês fez um pedido à Academia Francesa de Ciências para que criasse um sistema de medidas baseadas em uma constante não arbitrária. Após esse pedido, um grupo de investigadores franceses, composto de físicos, astrônomos e agrimensores, deu início a essa tarefa, definindo assim que a unidade de comprimento metro deveria corresponder a uma determinada fração da circunferência da Terra e correspondente também a um intervalo de graus do meridiano terrestre.
Em 19 de março de 1791, a Academia Francesa de Ciências propôs adotar o quarto do meridiano terrestre como base do novo sistema de medidas.
Em seu decreto de 30 de março de 1791, a Assembleia Nacional Francesa afirmou que para estabelecer a uniformidade de pesos e medidas seria necessário fixar uma unidade de medida natural e invariável, e que a única maneira de estender essa uniformidade às nações estrangeiras, fazendo-as concordar com o mesmo sistema, seria de escolher uma unidade cuja determinação não tivesse nada de arbitrário, nem de particular à situação de nenhum povo. Esse mesmo decreto afirmou que a unidade proposta no parecer da Academia de Ciências de 19 de março do mesmo ano, reunia todas essas condições e a adotou.
A Assembleia Nacional Francesa instaurou um sistema de medidas provisório pelo decreto de 1 de agosto de 1793 e fez adições e correções no decreto de 7 de abril de 1795, para estabelecer enfim o sistema de medidas republicanas.

### Metro dos Arquivos
Quando a relação determinando o arco do meridiano e o comprimento do metro foi finalmente estabelecida, os protótipos definitivos em platina do metro e do kilograma foram produzidos,
Em 22 de junho de 1799 foram depositados, nos Arquivos da República em Paris, dois protótipos de platina, que representam o metro e o kilograma. Esses passaram a ser os protótipos definitivos segundo a lei de 10 de dezembro de 1799.

### Protótipo Internacional do Metro
Os padrões de referência por contato nas pontas eram utilizados há muito tempo quase que exclusivamente, mas ofereciam muito menos segurança do que as réguas a traços, tanto do ponto de vista da conservação de seu valor quanto da exatidão das comparações. Na reunião de 5 de outubro de 1867, a Associação Internacional de Geodesia, constituída em Berlim e já compreendendo a maioria dos países europeus, adotou resoluções recomendando a adoção de um único sistema de pesos e medidas com divisão decimal na Europa, o sistema métrico, e recomendando a construção de um novo protótipo europeu do metro e sua comparação por uma comissão internacional e a criação de um escritório internacional de pesos e medidas.

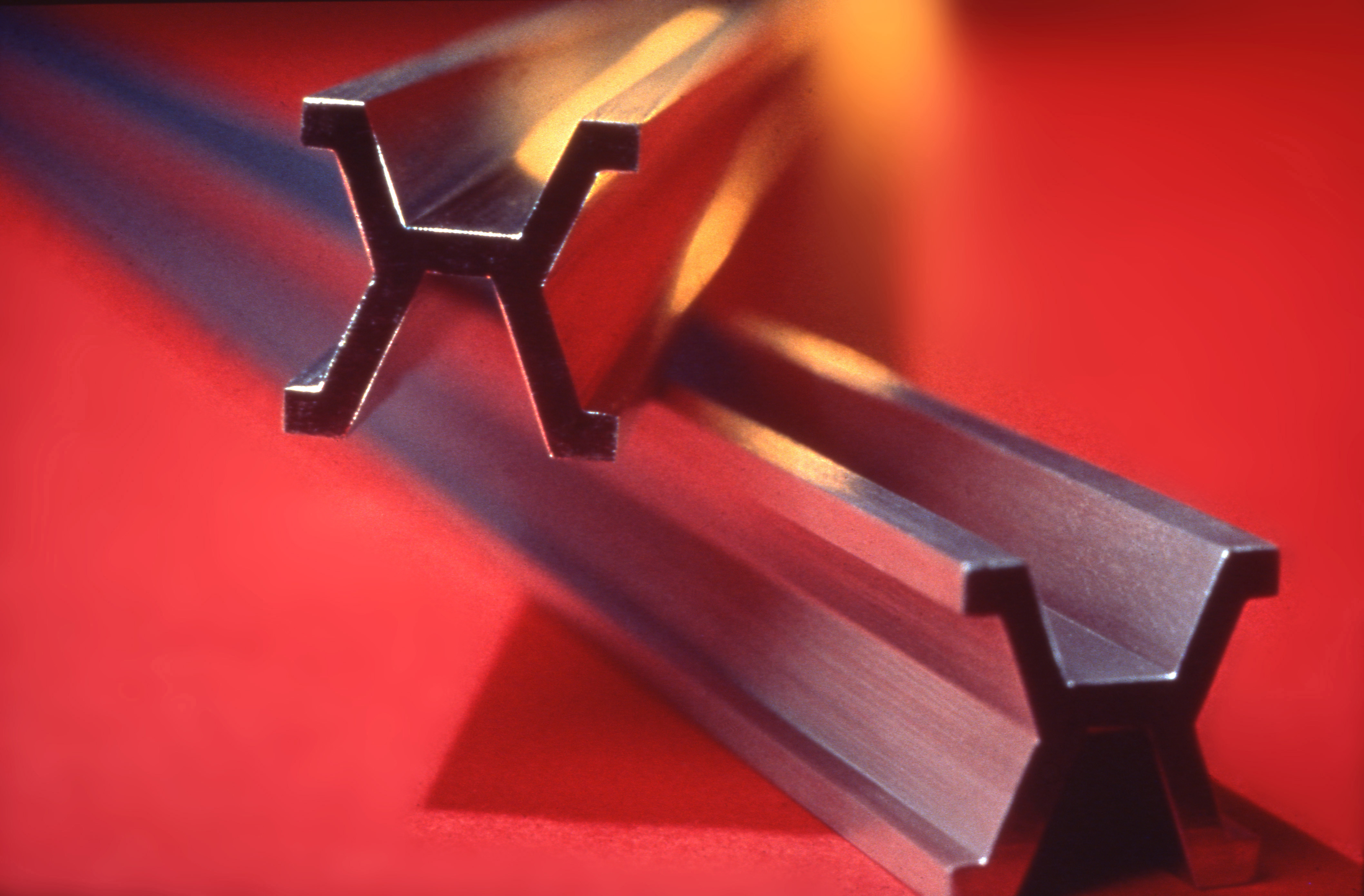
A barra de platina-irídio utilizada como protótipo do metro de 1889 a 1960

Em 20 de maio de 1875 um tratado internacional conhecido como Convention du Mètre (Convenção do Metro), foi assinado por 17 Estados e estabeleceu a criação do Bureau International des Poids et Mesures (BIPM), um laboratório permanente e centro mundial da metrologia científica, e da Conférence Générale des Poids et Mesures (CGPM).
Após isso foram fabricados os novos protótipos do metro e do kilograma em uma liga de platina com 10 por cento de irídio, e em 1889, a 1ª edição da CGPM, sancionou o protótipo internacional de metro, que na temperatura de fusão do gelo passou então a representar o a unidade metro.

### Comprimento de Onda da Radiação Laranja do Criptônio 86
Em 1960, a 11ª CGPM adotou uma nova definição: O metro é o comprimento igual a 1 650 763,73 comprimentos de onda, no vácuo, da radiação correspondente à transição dos níveis 2p10 e 5d5 do átomo de criptônio-86.

### Velocidade da Luz
Em 1983, a 17ª CGPM redefiniu o metro como o comprimento do percurso percorrido pela luz no vácuo durante um intervalo de tempo de 1/299 792 458 do segundo.
A definição do metro foi novamente alterada em 2018 pela 26ª CGPM passando a ser definido tomando o valor numérico fixado da velocidade da luz no vácuo, c, igual a 299 792 458 quando expressa em m s–1, o segundo sendo definido em função de ΔνCs. A definição do metro que se baseia num valor fixo para a velocidade da luz, passou de uma "definição explicita de unidade” para uma “definição com constante explicita" o que possibilita utilizar qualquer equação da física para sua realização, inclusive a condição especificada na definição anterior.

## Múltiplos
A unidade principal de comprimento é o metro, entretanto existem situações em que essa unidade deixa de ser prática. Se queremos medir grandes extensões ela é muito pequena. Por outro lado, se queremos medir extensões muito "pequenas", a unidade metro é muito "grande".
No Sistema Internacional de Medidas (SI) são usados múltiplos e divisões do metro:
| Múltiplo | Nome                               | Símbolo | Submúltiplo | Nome                               | Símbolo |
| -------- | ---------------------------------- | ------- | ----------- | ---------------------------------- | ------- |
| 100      | metro                              | m       | 100         | metro                              | m       |
| 10¹      | decametro, decâmetro               | dam     | 10−1        | decimetro, decímetro               | dm      |
| 10²      | hectometro, hectômetro, hectómetro | hm      | 10−2        | centimetro, centímetro             | cm      |
| 103      | kilometro, quilômetro, kilómetro   | km      | 10−3        | milimetro, milímetro               | mm      |
| 106      | megametro                          | Mm      | 10−6        | micrometro, micrômetro, micrómetro | µm      |
| 109      | gigametro, gigâmetro               | Gm      | 10−9        | nanometro, nanômetro, nanómetro    | nm      |
| 1012     | terametro                          | Tm      | 10−12       | picometro                          | pm      |
| 1015     | petametro                          | Pm      | 10−15       | femtometro                         | fm      |
| 1018     | exametro, exâmetro                 | Em      | 10−18       | attometro                          | am      |
| 1021     | zettametro                         | Zm      | 10−21       | zeptometro                         | zm      |
| 1024     | yottametro                         | Ym      | 10−24       | yoctometro                         | ym      |

## Equivalências no SI
- 1 000 mm
- 100 cm
- 10 dm
- 0,1 dam
- 0,01 hm
- 0,001 km

## Equivalências em outras unidades
| 1 ångström        | 10−10 m     |
| 1 polegada (1")   | 0,0254 m    |
| 1 pé (1')         | 0,3048 m    |
| 1 jarda (1 yd)    | 0,9144 m    |
| 1 milha terrestre | 1 609,344 m |
| 1 milha marítima  | 1 852 m     |